# نورمان بورلاوج
نورمان بورلاوج (بالإنجليزية: Norman Ernest Borlaug)؛ (25 مارس 1914 - 12 سبتمبر 2009)، هو مهندس زراعي أمريكي قاد المبادرات العالمية التي أدت إلى الزيادة المكثفة في الإنتاج الزراعي والتي تدعى «الثورة الخضراء». حصل بورلاوج على العديد من الجوائز على أعماله بما في ذلك جائزة نوبل للسلام، والجائزة الرئاسية للحرية وجائزة ميدالية مجلس الشيوخ الذهبية.
حصل بورلاوج على شهادة البكالوريوس في علم الحراج في عام 1937 وشهادة الدكتوراه في علم أمراض النبات ووراثته من جامعة مينيسوتا في عام 1942. تولى منصبًا بحثيًا زراعيًا في المكسيك، حيث طور أصناف قمح نصف قزمية وعالية الإنتاجية ومقاومة للأمراض. قاد بورلاوج خلال أواسط القرن العشرين إدخال تلك الأصناف عالية الإنتاجية إلى جانب التقنيات الزراعية الحديثة إلى المكسيك وباكستان والهند. وأصبحت المكسيك نتيجةً لذلك مُصدِّرًا صافيًا للقمح في عام 1963. بين عامي 1965 و1970، اقترب إنتاج القمح من ضعف الإنتاج في باكستان والهند، محسنًا من خلال ذلك الأمن الغذائي بشكلٍ كبير في هذين البلدين.
كان بورلاوج يدعى عادة بـ «أبو الثورة الخضراء»، ويعود له الفضل في إنقاذ أكثر من مليار شخص من المجاعة حول العالم. مصدر ذلك بحسب جان دوغلاس، المساعد التنفيذي لرئيس مؤسسة جائزة الغذاء العالمية، هو مقال غريغ إيستربوك «متبرعو البشرية المنسيون» الذي يقول في مقاله: «حال شكل الزراعة الذي يعظ فيه بورلاوج دون حدوث مليار حالة وفاة». حصل على جائزة نوبل في السلام في عام 1970 تقديرًا لمساهماته في السلام العالمي من خلال زيادة إنتاج الغذاء.
ساعد في وقت لاحق من حياته في تطبيق هذه الأساليب لزيادة إنتاج الغذاء في آسيا وأفريقيا.

## عمله

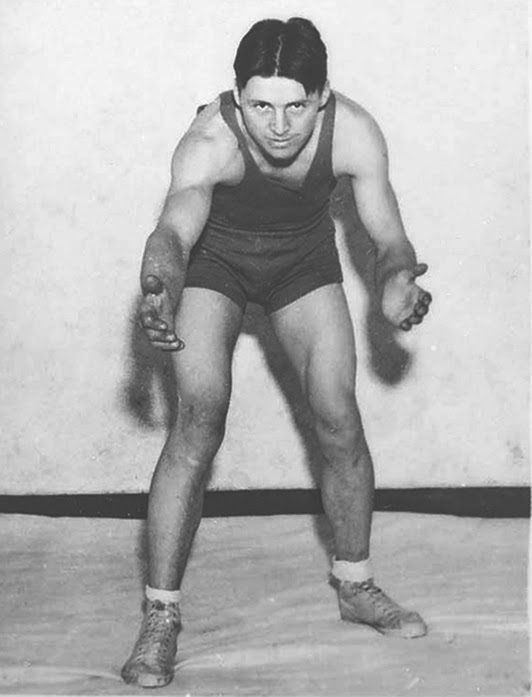
نورمان بورلوج مصارع في جامعة مينيسوتا

كان بورلاوج من عام 1942 إلى عام 1944 موظفًا في شركة دوبونت (DuPont) في ويلمينغتون (ديلاوير) بصفته عالم أحياء دقيقة. كان من المخطط له أن يقود بحثًا علميًا حول مبيدات الجراثيم والمبيدات الفطرية والمواد الحافظة. ولكن بعد الهجوم في 7 ديسمبر من عام 1941 على بيرل هاربر، حاول بورلاوج الالتحاق في الجيش ولكنه رُفض بموجب لوائح العمل في زمن الحرب؛ وحُوِّل مخبره لإجراء بحوث لصالح القوات المسلحة للولايات المتحدة. كان أول مشاريعه هو تطوير غراء قادر على تحمل المياه المالحة الدافئة في جنوب المحيط الهادئ. سيطرت البحرية الإمبراطورية اليابانية على جزيرة غوادالكانال، وسيرت دوريات في الجو والبحر طوال النهار. كانت الطريقة الوحيدة لتزود فيها قوات الولايات المتحدة جنودها العالقين على الجزيرة بالإمدادات هي بالاقتراب ليلًا باستخدام قارب سريع، ورمي صناديق الأغذية المعلبة وغيرها من الامدادات في البحر ليجرفها الموج نحو الشاطئ. كانت المشكلة في أن الغراء الذي يستخدم في إحكام تلك العلب يتحلل في الماء المالح. طور بورلاوج وزملاءه خلال أسابيع مادة لاصقة تقاوم التآكل، وهذا ما سمح للغذاء والامدادات بالوصول إلى قوات البحرية العالقين. وشملت المهام الأخرى العمل على التمويه، ومطهرات المطاعم، ومبيد د. د. ت. لمكافحة الملاريا، وعزل الأجهزة الالكترونية الصغيرة.
تولت إدارة أفيلا كاماتشو مهامها في المكسيك في عام 1940. كان هدف الإدارة الرئيسي فيما يخص الزراعة في المكسيك هو زيادة التحول الصناعي والنمو الاقتصادي في البلاد. وجد هنري والاس (نائب الرئيس الأمريكي المنتخب الذي كان له دور فعال في إقناع مؤسسة روكفيلر بالعمل مع الحكومة المكسيكية في تطوير الزراعة) طموحات أفيلا كاماتشو تعود بالفائدة على مصالح الولايات المتحدة الاقتصادية والعسكرية. اتصلت مؤسسة روكفيلر بإلفين تشارلز ستاكمان واثنين من كبار المهندسين الزراعيين. طوروا مقترحًا لإنشاء منظمة جديدة تدعى مكتب الدراسات الخاصة تابعة للحكومة المكسيكية ولكن تديرها مؤسسة روكفيلر. يتألف طاقم العمل فيه من علماء مكسيكيين وأمريكيين، ويركز على تحسين التربة، وعلى إنتاج الذرة والقمح، وأمراض النبات.
اختار ستاكمان الدكتور جاكوب جورج هارار ليكون قائدًا للمشروع. سارع هارار في ترشيح بورلاوج ليكون رئيسًا للبرنامج التعاوني لبحوث إنتاج القمح المُنشأ حديثًا في المكسيك؛ رفض بورلاوج واختار إنهاء خدمته العسكرية في دوبونت. سافر بورلاوج في شهر يوليو من عام 1944 متجهًا إلى مدينة مكسيكو، بعد رفضه عرض شركة دوبونت المتمثل في مضاعفة راتبه، وتركه المؤقت لزوجته الحُبلى وابنته البالغة 14 شهرًا من العمر، ليترأس البرنامج الجديد بصفته عالم وراثة وعالمًا في أمراض نبات.
عُيِّن في عام 1964 مديرًا لبرنامج تحسين القمح الدولي في إل باتان (تيكسكوكو)، على الأطراف الشرقية من مدينة مكسيكو، التابع للمركز الدولي لتحسين الذرة الصفراء والقمح «سيميت» (بالإسبانية: CIMMYT) التابع للمجموعة الاستشارية للأبحاث الزراعية الدولية المُنشأة حديثًا. تولى تمويل معهد التدريب البحثي الدولي المستقل الذي طوره برنامج التعاوني لبحوث إنتاج القمح مؤسستي فورد وروكفيلر بالاشتراك مع الحكومة المكسيكية.
تقاعد بورلاوج بشكل رسمي من منصبه في عام 1979، ولكنه بقي مستشارًا أولًا في سيميت. بالإضافة لتوليه أدوارًا خيرية وتعليمية، واصل مشاركته في البحوث الزراعية في سيميت على القمح، والشيقم (التريتيكال)، والشعير، والذرة الصفراء، وأصناف الذرة البيضاء التي تنمو في المرتفعات.
أصبح بورلاوج في عام 1981 عضوًا مؤسسًا في المجلس الثقافي العالمي.
بدأ بورلاوج في عام 1984 التعليم والإشراف على الأبحاث في جامعة تكساس إيه أند إم. مُنحَ في نهاية المطاف لقب أستاذ مميز في الزراعة الدولية في الجامعة وحصل على مقعد يوجين باتلر للموهوبين في التقانات الحيوية الزراعية، وبقي بورلاوج في جامعة تكساس إيه أند أم حتى وفاته في شهر سبتمبر من عام 2009.

## بحوث القمح في المكسيك
شارك البرنامج التعاوني لبحوث إنتاج القمح (وهو مشروع مشترك لمؤسسة روكفيلر ووزارة الزراعة المكسيكية) في أبحاث في مجالات علم الوراثة، وتربية النبات، علم أمراض النبات، وعلم الحشرات، وعلم المحاصيل الحقلية، وعلم التربة، وتقانات الحبوب. كان الهدف من المشروع هو زيادة إنتاج القمح في المكسيك التي كانت تستورد آنذاك جزءًا كبيرًا من احتياجاتها منه. شكَّل عالم أمراض النبات فريق بحوث القمح في أواخر عام 1944. كان أعضاء الفريق الأربعة الآخرون هم: عالم التربة ويليام كولويل، والعالم إدوارد ويلهاوزن العامل في مجال تربية الذرة، والعالم جون نيدرهاوزر العامل في مجال تربية البطاطا، ونورمان بورلوغ، وكانوا جميعًا من الولايات المتحدة. خلال الأعوام الست عشرة التي بقي فيها بورلاوج في المشروع، استنبط سلسلة مميزة من أصناف القمح عالية الإنتاجية والمقاومة للأمراض ونصف القزمية.
قال بورلاوج إن أول بضع سنوات له في المكسيك كانت صعبةً. كان يفتقر للعلماء المدرَّبين والأجهزة. كان المزارعون المحليون عدائيين تجاه برنامج القمح بسبب الخسائر الكبيرة في المحصول التي وقعت بين عامي 1939 و1941 نتيجة الإصابة بصدأ الساق الأسود. كتب في خاتمة كتابه (نورمان بورلاوج على الجوع في العالم): «غالبًا ما كان يتبين لي أني ارتكبتُ خطأً فادحًا عند قبولي للمنصب في المكسيك». أمضى السنوات العشر الأولى يربي أصناف القمح المقاومة للأمراض، بما فيها الصدأ. في ذلك الوقت، قامت المجموعة بـ 6,000 عملية تهجين للقمح.

### زيادة مقاومة الأمراض من خلال الأصناف متعددة الخطوط الوراثية
نظرًا إلى أصناف السلالات الصافية (ذات النمط الجيني المتماثل) تملك واحدًا أو عددًا قليلًا من المورثات الرئيسية المسؤولة عن مقاومة الأمراض، وإن الأمراض النباتية مثل الصدأ تُنتج بشكل مستمر سلالات جديدة تستطيع التغلب على مقاومة السلالات النباتية الصافية، طُورت من أجل ذلك أصناف متعددة الخطوط الوراثية. الأصناف متهدد الخطوط الوراثية هي خليط من عدة خطوط وراثية ذات نمط جيني متماثل يمتلك كل منها مورثات مختلفة لمقاومة الأمراض. بامتلاكها أطوالًا ومواعيد إزهار ونضج وألوان حبوب ومواصفات زراعية متشابهة، تبقى تلك الأصناف متوافقة مع بعضها ولا يحدث انخفاض في الإنتاج عندما تُزرع معًا في الحقل.

## روابط خارجية
- نورمان بورلاوج على موقع الموسوعة البريطانية (الإنجليزية)
- نورمان بورلاوج على موقع مونزينجر (الألمانية)
- نورمان بورلاوج على موقع إن إن دي بي (الإنجليزية)